# Aggretsuko
Aggretsuko o Aggressive Retsuko (アグレッシブ烈子 Aguresshibu Retsuko?) es una serie de anime basada en el personaje homónimo creado por «Yeti» para la compañía Sanrio. El personaje apareció por primera vez en una serie de cortos animados de la compañía Fanworks emitida por la cadena japonesa TBS entre abril de 2016 y marzo de 2018. 
Una serie de anime original de Internet fue lanzada a nivel mundial por Netflix en abril de 2018, seguida por una segunda temporada en junio de 2019, una tercera temporada en agosto de 2020, una cuarta temporada en diciembre de 2021 y una última temporada en febrero de 2023.
También ha sido adaptado a los cómics por Daniel Barnes y D.J. Kirkland lanzado por Oni Press en Estados Unidos. El primer número fue lanzado el 5 de febrero de 2020.
Un juego para móviles, Aggretsuko: The Short Timer Strikes Back, fue lanzado por Hive para Android y iOS en julio de 2020. El juego, disponible en todo el mundo, incluye los 100 episodios de los cortos animados que necesitan ser desbloqueados individualmente al superar diez niveles. Aunque subtitulados, estos episodios no fueron doblados a otros idiomas.

## Argumento
Retsuko es una panda roja antropomórfica de 25 años, soltera, de sangre tipo “A”, quien trabaja en el departamento de contabilidad de una compañía comercial japonesa, tratando de hacer lo mejor posible para navegar a través de los problemas comunes encontrados por los jóvenes adultos en el Japón del siglo XXI.
Retsuko sufre la constante frustración cotidiana por sus explotadores jefes y sus desagradables compañeros de trabajo. Por ello, desahoga sus emociones cantando death metal en el bar de karaoke todas las noches. Después de cinco años de rutina diaria de trabajo, la relación con sus compañeros de trabajo comienza a cambiar, trayendo cambios a su vida que ponen su trabajo en riesgo forzándola a experimentar cambios en su vida de manera inesperada.
En la primera temporada, Retsuko intenta enfrentar las injusticias que ocurren en su lugar de trabajo mientras cuestiona su deseo de encontrar al marido adecuado para casarse. Conoce a otro panda rojo llamado Resasuke, en quien cree encontrar su alma gemela, pero se da cuenta de que su amor no es correspondido mientras rechaza los avances de Haida, uno de sus compañeros de trabajo.
En la segunda temporada Retsuko enfrenta las presiones de su familia y de un compañero nuevo en su trabajo tomando clases de manejo. En la escuela conoce a Tadano, un joven que toma clases de manejo solo por pasatiempo y que resulta ser un magnate y un genio de la programación. Retsuko se enamora de él y encuentra su amor correspondido. Sin embargo descubrirá que Tadano no busca casarse con ella y sus relaciones personales y laborales comienzan a deteriorarse lo que le hace tomar una dura decisión.
En la tercera temporada Retsuko sufre problemas económicos al gastar mucho en un juego en línea y sufre un accidente automovilístico que la compromete a trabajar con Hyodo, el promotor de un grupo de idols llamado OTM Girls a quien inicialmente Retsuko ayuda con cuestiones administrativas, pero cuando Hyodo descubre su capacidad de cantar death metal la induce al grupo. Esto le hace gozar de una popularidad inesperada la cual la pone en conflicto con su trabajo actual y sus aspiraciones. Mientras tanto Haida cuestiona sus sentimientos por Retsuko cuando conoce a una compañera de trabajo llamada Inui. 
En la cuarta temporada, un nuevo ejecutivo reemplaza al presidente de la compañía y comienza a buscar mejorar el funcionamiento de la compañía, algo que beneficia a Haida quien encuentra una oportunidad de brillar por sí mismo y conseguir la atención que cree Retsuko no le ha dado. Sin embargo, las verdaderas intenciones del nuevo presidente harán que los trabajos de algunos amigos de Retsuko corran peligro y que el propio Haida corra el riesgo de echar por la borda sus avances con Retsuko.
En la última temporada, Retsuko se ve envuelta en cuestiones políticas y la posibilidad de conseguir un escaño en la Dieta Nacional mientras trata de ayudar a Haida a mejorar su vida tras perder su trabajo y ser expulsado del departamento de su familia, además de conocer a una joven artista llamada Shikabane cuyo talento busca sobresalir en el mundo.

## Personajes
- Retsuko (烈子?)

Doblaje por Kaolip, Rarecho (metal) (japonés); Desiree González (español para Hispanoamérica); Vera Bosch (español para España)
La protagonista es un panda rojo de 25 años que trabaja en el departamento de contabilidad de una compañía. Ella se libera de toda la frustración causada en el trabajo cuando canta death metal en un bar karaoke. Es una persona amable e introvertida que lucha para valerse por sí misma y que tiende a los sueños irreales e ingenuos. Al inicio Retsuko tiende a tratar de resolver los problemas por sí misma haciéndole tomar malas decisiones debido a su falta de madurez. Sin embargo, logra lentamente crecer con la ayuda de sus amigos e irónicamente aquellos compañeros de trabajo que apenas aguanta, al punto de que ella misma le regaña a Haida por tratar de resolver sus problemas sin hablarlos con ella. En la temporada 3, su habilidad de cantar death metal se vuelve público y le permite no solo ganar dinero como cantante sino usarlo para mostrar su enojo a otras personas, en la temporada 5 termina en posteriormente casada con Haida.
- Director Ton (トン?)

Doblaje por Sota Arai (japonés); Osvaldo Trejo / Rubén Moya (español para Hispanoamérica); Juan Rueda (español para España)
Es un cerdo que funge como director del departamento de contabilidad, quien constantemente hace pasar a Retsuko malos ratos llamándola "inútil" y empleándola para afirmar que las mujeres lo hacen todo mal. Gasta la mayoría de su tiempo practicando golf en vez de trabajar, aunque lo hace por simple flojera en vez de por ineptitud, dado que es hábil con los números a pesar de que es tecnológicamente analfabeto. Su personaje es un juego de palabras literal con el término «cerdo machista». Pese a su mala actitud con Retsuko, tiene un gran respeto por ella y ha intervenido en su vida personal con consejos oportunos que la han permitido superar situaciones difíciles. También es leal con sus empleados y su familia, al punto de perder su puesto de trabajo cuando no quiso despedir a ningún miembro del departamento de contabilidad y ocultarle a su familia la noticia para no causarles vergûenza.
- Fenneko (フェネ子 Feneko?)

Doblaje por Rina Inoue (japonés); Vanesa Olea (español para Hispanoamérica); Sara Heras (español para España)
Fenneko es una Fénec , compañera de trabajo y amiga más cercana de Retsuko y Haida. Altamente perspicaz e intuitiva, es capaz de deducir cualquier estado mental de alguien a través de la mera observación o del cambio de sus hábitos. Una chica cínica y altamente hábil en el uso de cualquier tecnología y red social lo que la vuelve una rival inusual con Tsunoda. Tiene una risa muy distintiva y monótona.
- Haida (ハイ田?)

Doblaje por Shingo Kato (japonés); Julio Bernal (español para Hispanoamérica); Jorge Saudinós (español para España)
Es una hiena de 27 años, compañero de trabajo de Retsuko y de trato afable, quien se enamora de ella después de cinco años como amigos. Al igual que Retsuko tiene problemas de confianza y ansiedad social, lo que le lleva a confesar sus sentimientos de manera cómica. Al final de la primera temporada fue rechazado por Retsuko pero, pese a ello, continua pretendiéndola al punto de sentir celos cuando Retsuko estuvo en otras relaciones. Aun así siempre ha buscado por el bienestar y la felicidad de ella al punto de rechazar una relación más estable con Inui cuando Retsuko cayó en una depresión al ser atacada por un fanático. Es un fan del rock punk y es un experto en el bajo y la guitarra, además de saber programación, algo que no es tomado en cuenta por sus jefes analfabetos. En la temporada 4, Haida es promovido a Director de Contabilidad pero decide renunciar al ser envuelto en fraudes financieros y pierde su departamento en la temporada 5 siendo forzado a vivir en un café internet y, más tarde, con Retsuko, posteriormente termina casado con Retsuko.
- Directora Gori (ゴリ?)

Doblaje por Maki Tsuruta (japonés); Martha Rave (español para Hispanoamérica); Ana Plaza (español para España)
Gori es una gorila de 40 años que trabaja como gerente de mercadotecnia de la compañía donde trabaja Retsuko. Junto con su mejor amiga, la señorita Washimi, practica yoga con Retsuko y finalmente se une a ella en el karaoke. A pesar de su naturaleza seria en el trabajo, es altamente entusiasta y toma gran interés en su relación con Retsuko. Una situación común es ver a Gori sufriendo amargamente por sus citas románticas fallidas, al grado de coincidir con Retsuko en una convención de solteros. Pese a ser autoindependiente ella tiene altas esperanzas de encontrar al hombre de su vida y casarse, un ideal que le causa un distanciamiento temporal con la señorita Washimi.
- Sra. Washimi (鷲美?)

Doblaje por Komegumi Koiwasaki (japonés); América Torres (español para Hispanoamérica); Elena de Maeztu (español para España)
La Señorita Washimi es una pájaro secretario que se desempeña como secretaria del presidente de la compañía. De carácter determinado y muy segura de sí misma, es muy sensata y le da a Retsuko muchos sabios consejos. Algunas veces, utiliza su patada descendente para intimidar a quienes la frustran (principalmente su jefe), encarnando el clásico comportamiento de caza del animal. Aunque suele tener un temperamento firme, pierde la compostura cuando se le habla del matrimonio dado que pasó por un duro proceso de divorcio tras un matrimonio de cuatro años y termina causándole un distanciamiento con la Directora Gori.
- Tsunoda (角田?)

Doblaje por Rina Inoue (japonés); Gabriela Ortiz / Fernanda Martínez / Erika Langarica (español para Hispanoamérica); Belén Rodríguez (español para España)
Tsunoda es una gacela entusiasta, quien frecuentemente adula a su jefe Ton para quedar en una posición favorable y aligerar su propia carga laboral. Con su desvergonzado acercamiento a las intrigas de la oficina se gana la desconfianza de muchos, especialmente Fenneko. Aun así, es muy consciente de sí misma y es más genuina de lo que la mayoría creería. Es experta en discernir los estados mentales y emocionales de la gente alrededor de ella y esto le permite desarrollar una amistad más profunda con Retsuko y Fenneko, al punto de aconsejarlas en temas de relaciones románticas.
- Komiya (小宮?)

Doblaje por Sota Arai (japonés); Hugo Núñez / Arturo Castañeda (español para Hispanoamérica); José Carabias (español para España)
Komiya es una suricata, mano derecha de Ton, y su subordinado. Tal como Tsunoda, actúa como adulador de su jefe pero, a diferencia de Tsunoda, quien solo busca su propio beneficio, parece estar motivado por una admiración genuina. Siempre está alterado y gritando. En la temporada 3 se revela que es fan de los grupos de idols y escribe un blog sobre ellas al punto de volverse un gran fan de Retsuko al descubrirla en las OTM Girls.
- Tsubone (坪根?)

Doblaje por Maki Tsuruta (japonés); Karla Vega / Isabel Martiñon (español para Hispanoamérica); Paloma Escola (español para España)
Ella es una dragona de Komodo quien ejerce como superior inmediato de Retsuko en el departamento de contabilidad. Es muy altiva e implícitamente disfruta mirando a los otros cuando fallan en sus objetivos personales. Tiene un lazo muy profundo con el director Ton dada la gran cantidad de años trabajando juntos y, al igual Ton, es una analfabeta tecnológica que se niega a mejorar sus técnicas de trabajo.
- Kabae (カバ恵?)

Doblaje por Yuki Takahashi (japonés); Doris Vargas / María Romo (español para Hispanoamérica); Raquel Cubillo (español para España)
Es la compañera de trabajo hipopótamo de Retsuko. Kabae es una mujer de mediana edad que frecuentemente habla mucho, como una máquina de rumor de la compañía. Con facilidad se entusiasma con un chisme nuevo pero asevera que nunca divulgará nada que sea perjudicial. Esta felizmente casada con un doctor y tiene tres hijos muy inquietos. Su personalidad maternal le ha permitido adiestrar a sus compañeros más jóvenes en el trabajo al punto de lograr que Inui se adecuara a sus compañeros de trabajo. En la temporada 4 se muestra que tiene una gran cantidad de artilugios y habilidades de espionaje que le permiten investigar a ella y a Retsuko los malos manejos del presidente de la compañía.
- Resasuke (れさすけ?)

Doblaje por Shingo Kato (japonés); Oscar Rangel (español para Hispanoamérica); Jesús Pinillos (español para España)
Es un panda rojo, novio de Retsuko por un tiempo, y trabaja en el departamento de ventas en su empresa de comercio. Apodado «El Príncipe del que rompe, paga» (自腹王子, jibara ōji) en japonés, siempre está soñando despierto, es irresponsable con los deberes del trabajo, tiene una voz suave, y cero sensibilidad social. Él tiene una colección de plantas grandes en su casa, lo que sugiere que su personaje es uno de aquellos a los que los japoneses llaman «hombres herbívoros».
- Anai (穴井?)

Doblaje por Sota Arai (japonés); Armando Zúñiga (español para Hispanoamérica); Ricardo Escobar (español para España)
Es un tejón japonés graduado universitario que es nuevo en el departamento de contabilidad en la temporada 2. Está muy feliz y ansioso en la superficie, aunque no toma ningún tipo de retroalimentación a la ligera, y lo trata como un ataque personal. Esto hace que hostigue a quien lo dijo por correo electrónico, exigiendo una disculpa por escrito mientras muestra una cara oscura. Debido a esto, no puede progresar en su trabajo muy rápido. También se muestra que es muy hábil en la cocina. Después de que Kabae descubriera esta habilidad, ella lo ayuda a usarla para conseguir más amigos en la oficina ofreciéndole almuerzos caseros e integrarse a la vida laboral. Eventualmente se hace amigo de Haida en la temporada 3, comienza a escribir un libro de cocina y encuentra una novia.
- Tadano (只野?)

Doblaje por Chiharu Sasa (japonés); Carlo Vázquez (español para Hispanoamérica); Juan Antonio Soler (español para España)
Es un burro que es compañero de clase de Retsuko en su curso de manejo. Primero mostrado como un estudiante perezoso que incluso abandonó el curso, Retsuko más tarde descubre que es un magnate tecnológico prometedor y más inteligente de lo que parecía. Retsuko comienza a desarrollar una relación romántica con él hasta que se da cuenta de que él no comparte su deseo futuro de casarse, poniendo fin a la relación. Pese a ello y a mantenerse a distancia de "Retsie", Tadano se hace amigo de la gente alrededor de Retsuko, especialmente de Haida, Gori y Washimi y los apoya incondicionalmente.
- Madre de Retsuko

Doblaje por Maki Tsuruta (japonés); Adriana Casas (español para Hispanoamérica); Ana Monleón (español para España)
Es una panda roja dominante que tiende a intervenir en todos los aspectos que le disgustan de la vida de su hija, especialmente al presionarla para que se case. Por lo general, muestra las fotos de sus posibles coincidencias, la mayoría de ellas modificadas para aumentar el interés de Retsuko. Pese a todo, realmente muestra preocupación por su hija y trata de ayudarla a salir de su zona de confort, viéndose satisfecha cuando al fin nota que Retsuko tiene una gran posibilidad de casarse al notar la preocupación de Haida por ella al final de la tercera temporada.
- Hyodo

Es un leopardo que trabaja de día lavando las ventanas del edificio donde trabaja Retsuko y de noche es el director de un grupo de idols llamada "Las Chicas OTM" (OTM es un acrónimo de Otemachi). Retsuko lo conoce al chocar con su vagoneta, lo que la forza a trabajar con él como la contadora del grupo para pagar su deuda. Hyodo descubre accidentalmente que además tiene un gran talento para cantar death metal al ir a grabar al karaoke donde suele cantar y decide cambiar el género del grupo para que canten una fusión de pop y metal de modo que Retsuko se vuelva la cantante principal. Hyodo jamás ha revelado su verdadero trabajo a las chicas, sintiendo vergüenza de ello. A pesar de ser altamente agresivo e intimidante, es solo una máscara para proteger sus sentimientos sobre sus fracasos e incompetencia para sostener las finanzas del grupo. En la temporada 4 tiene un papel determinante salvando la vida de Haida y de Himuro cuando estos caen en su andamio.

## Medios de comunicación

### Anime de televisión
La serie de 100 cortos de anime de un minuto de duración salió al aire en la cadena TBS entre el 2 de abril de 2016 y 31 de marzo de 2018. Fue dirigida por Rarecho para Fanworks como parte del programa de televisión sabatino Ō-sama Brunch. La compañía Pony Canyon lanzó los cortos en formato DVD desde el 18 de enero de 2017.

### Serie de Netflix
La serie original de Netflix fue anunciada en diciembre del 2017, con Rarecho regresando como director y escritor en Fanworks. La primera temporada de diez episodios fue lanzada en todo el mundo el 20 de abril de 2018. Gracias a su éxito, Netflix anunció en julio de 2018 que Aggretsuko tendría una segunda temporada de diez episodios en 2019; la cual fue estrenada a mediados de junio. Además hay un capítulo especial de Navidad llamado, Aggretsuko: Feliz metal y próspero Año Nuevo. La tercera temporada fue confirmada y estrenada el día 27 de agosto de 2020 con una entrega de diez episodios.